# Lagerstroemia pterosepala
Lagerstroemia pterosepala är en fackelblomsväxtart som beskrevs av Caetano Xavier Furtado och Montien. Lagerstroemia pterosepala ingår i släktet Lagerstroemia och familjen fackelblomsväxter. Inga underarter finns listade i Catalogue of Life.